# Paul Augustin Mayer

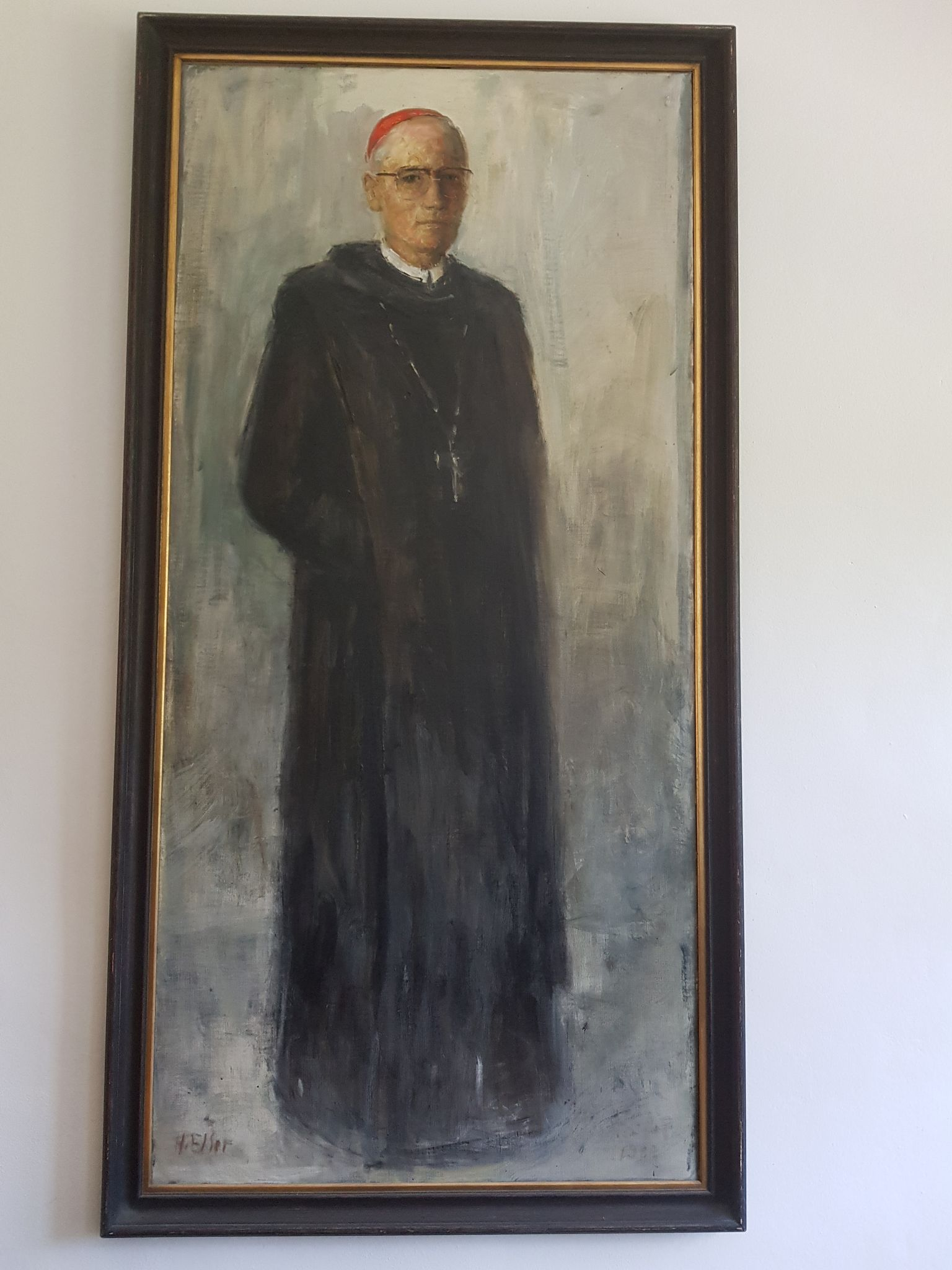
Augustinus Kardinal Mayer OSB

Kardinalswappen von Paul Augustin Mayer

Paul Augustin Kardinal Mayer OSB, auch Augustinus Mayer, (* 23. Mai 1911 in Altötting als Paul Mayer; † 30. April 2010 in Rom) war Kurienkardinal der römisch-katholischen Kirche.

## Familie
Paul Mayer war eines von drei Kindern des königlich bayerischen Generals Ludwig Mayer und seiner Frau Meta geb. Hoeneß aus Ulm. Sein Onkel war der württembergische Staatspräsident Eugen Bolz.

## Leben
Mayer wurde in Altötting geboren und wuchs in Laufen auf. Ab 1921 besuchte er das Klosterseminar, später das Gymnasium von Kloster Metten. Er trat 1930 in das Benediktinerkloster in Metten ein und legte am 17. Mai 1931 dort die Profess (Ordensname Augustin) ab. Von 1932 bis 1937 studierte Mayer Philosophie in Salzburg und Katholische Theologie am Päpstlichen Athenaeum Sant’Anselmo, der ordenseigenen Hochschule der Benediktiner in Rom. Am 25. August 1935 empfing er die Priesterweihe. 1937 wurde er an Sant’Anselmo mit einer Arbeit über Clemens von Alexandrien zum Doktor der Theologie promoviert. Er war anschließend Gymnasiallehrer in Metten. 
1939 erhielt Mayer einen Ruf auf die Professur für Dogmatik an der Benediktinerhochschule Sant’Anselmo in Rom und war von 1949 bis 1966 dort Rektor. Als Apostolischer Visitator war er von 1957 bis 1959 zudem für die Priesterseminare in der Schweiz zuständig. 
Mayer war wesentlich an den Vorbereitungen zum Zweiten Vatikanischen Konzil beteiligt. Er wirkte insbesondere in der Konzilskommission für Seminare sowie in der Kommission für das Katholische Bildungswesen. Er war während des II. Vatikanums maßgeblich am Dekret Optatam totius, das die Priesterausbildung neuordnete, beteiligt. Dieses Dekret fand als einziges Konzilsdokument auf Anhieb die Zustimmung der Versammlung.
1966 wurde er zum Abt des Klosters Metten gewählt; die Abtsbenediktion empfing er am 10. Dezember 1966. 1968 wurde Mayer zum Abtpräses der Bayerischen Benediktinerkongregation und 1971 zum Vorsitzenden der Salzburger Äbtekonferenz gewählt. Diese Ämter musste er 1971 niederlegen, als er durch Papst Paul VI. zum Sekretär der Kongregation für die Institute geweihten Lebens und für die Gesellschaften apostolischen Lebens nach Rom berufen wurde.
Papst Paul VI. ernannte Paul Augustin Mayer am 6. Januar 1972 zum Titularerzbischof von Satrianum und spendete ihm am 13. Februar desselben Jahres im Petersdom die Bischofsweihe; Mitkonsekratoren waren der Erzbischof von Utrecht, Bernard Jan Kardinal Alfrink, und der Erzbischof von Armagh, William Kardinal Conway. 1984 wurde Mayer Pro-Präfekt der Sakramentenkongregation.
Am 25. Mai 1985 nahm Johannes Paul II. Mayer als Kardinaldiakon mit der Titeldiakonie Sant’Anselmo all’Aventino in das Kardinalskollegium auf (ab 29. Januar 1996 Kardinalpriester). Zwei Tage darauf wurde er zum Kardinalpräfekten der Kongregation für den Gottesdienst und die Sakramentenordnung ernannt. Dieses Amt hatte er bis zum 1. Juli 1988 inne. Am 2. Juli ernannte der Papst ihn zum Präsidenten der neu errichteten Päpstlichen Kommission Ecclesia Dei, die sich um die Wiedereingliederung von Priestern, Seminaristen und Ordensleute bemühen sollte, die der traditionalistischen Bewegung um Erzbischof Marcel Lefebvre nahestanden und den Reformen des Zweiten Vatikanischen Konzils ablehnend gegenüberstanden.
Johannes Paul II. nahm seinen Amtsverzicht am 1. Juli 1991, kurz nach Mayers 80. Geburtstag, an.
Mayer, der neun Pontifikate erlebte, starb am 30. April 2010 und war zum Zeitpunkt seines Todes der älteste Kardinal (seit dem Tod von Alfons Maria Stickler 2007). Vor der Totenmesse würdigte Papst Benedikt XVI. Mayers Verdienste bei der Vorbereitung des Zweiten Vatikanischen Konzils. Im Petersdom fand am 3. Mai 2010 ein Requiem statt, das Kardinaldekan Angelo Sodano leitete; die Aussegnung des Leichnams nahm Papst Benedikt XVI. persönlich vor. Augustin Mayer wurde am 12. Mai 2010 in der Abtei Metten beigesetzt.
Er war Ehrenmitglied der 1610 gegründeten Marianischen Männerkongregation Mariä Verkündigung am Bürgersaal zu München. Die Gemeinde Metten verlieh ihm am 19. Dezember 1971 die Ehrenbürgerwürde.